# Medinilla fragilis
Medinilla fragilis är en tvåhjärtbladig växtart som beskrevs av Regalado. Medinilla fragilis ingår i släktet Medinilla och familjen Melastomataceae. Inga underarter finns listade i Catalogue of Life.